# Шевлин (тауншип, Миннесота)
Шевлин (англ. Shevlin) — тауншип в округе Клируотер, Миннесота, США. На 2000 год его население составило 434 человека.

## География
По данным Бюро переписи населения США площадь тауншипа составляет 80,4 км², из которых 80,4 км² занимает суша, а 0,1 км² — вода (0,10 %).

## Демография
По данным переписи населения 2000 года здесь находились 434 человека, 148 домохозяйств и 122 семьи.  Плотность населения —  5,4 чел./км².  На территории тауншипа расположено 157 построек со средней плотностью 2,0 построек на один квадратный километр. Расовый состав населения: 99,31 % белых, 0,46 % коренных американцев и 0,23 % приходится на две или более других рас. Испанцы или латиноамериканцы любой расы составляли 0,23 % от популяции тауншипа.
Из 148 домохозяйств в 41,2 % воспитывались дети до 18 лет, в 70,3 % проживали супружеские пары, в 9,5 % проживали незамужние женщины и в 16,9 % домохозяйств проживали несемейные люди. 14,2 % домохозяйств состояли из одного человека, при том 4,7 % из — одиноких пожилых людей старше 65 лет. Средний размер домохозяйства — 2,89, а семьи — 3,21 человека.
32,3 % населения — младше 18 лет, 7,6 % — в возрасте от 18 до 24 лет, 27,9 % — от 25 до 44, 21,9 % — от 45 до 64, и 10,4 % — старше 65 лет. Средний возраст — 35 лет. На каждые 100 женщин приходилось 105,7 мужчин.  На каждые 100 женщин старше 18 приходилось 105,6 мужчин.
Средний годовой доход домохозяйства составлял 31 389 долларов, а средний годовой доход семьи —  35 694 доллара. Средний доход мужчин —  25 417  долларов, в то время как у женщин — 21 042. Доход на душу населения составил 16 534 доллара. За чертой бедности находились 9,0 % семей и 9,7 % всего населения тауншипа, из которых 10,4 % младше 18 и 3,2 % старше 65 лет.